# Громящий (миноносец)
«Громящий» — эскадренный миноносец типа «Грозный».

## История службы
13 июля 1903 года зачислен в списки судов Балтийского флота, в 1903 году заложен на судоверфи Невского судостроительного и механического завода в Санкт-Петербурге, спущен на воду в 1904 году, вступил в строй в 1905 году.
Прошел капитальный ремонт с перевооружением в 1909 году на Моторостроительном заводе в Гельсингфорсе. Во время Первой мировой войны участвовал в обороне Рижского залива, обеспечивал минно-заградительные операции, эскортирование и противолодочную оборону главных сил флота. 22 ноября столкнулся с эсминцем «Мощный» и получил небольшие повреждения.
7 ноября 1917 года вошел в состав Красного Балтийского флота. С мая 1918 года находился в Кронштадтском военном порту на долговременном хранении. 21 апреля 1921 года вошел в состав Морских сил Балтийского моря, а в 1924 году сдан Комгосфондов для реализации и 21 ноября 1925 года исключен из состава РККФ.

## Командиры
- 19.04.1904-xx.xx.1904 — капитан 2-го ранга Шумейко, Константин Павлович
- 26.09.1905-14.11.1905 — капитан 2-го ранга Балкашин, Николай Николаевич
- 12.05.1907-03.10.1907 — Ненюков, Дмитрий Всеволодович
- xx.xx.xxxx-xx.xx.xxxx — Бек-Джевагиров, Алексей Александрович
- xx.xx.1909-xx.xx.1911 — Зарубаев, Сергей Валериянович
- xx.xx.1912-xx.xx.xxxx — старший лейтенант (с 1913 капитан 2-го ранга) Де-Симон, Анатолий Михайлович
- xx.01.1916-xx.xx.xxxx — капитан 2-го ранга Бабицын, Михаил Андреевич
- xx.xx.xxxx-xx.xx.xxxx — старший лейтенант Лушков, Владимир Николаевич